# Lou (filme)
Lou é um filme de drama em curta-metragem animado estadunidense de 2017 dirigido e escrito por Dave Mullins e produzido pela Pixar Animation Studios. Foi lançado no festival South by Southwest em 12 de março de 2017 e, oficialmente, em 16 de junho do mesmo ano como pré-exibição do longa Cars 3.